# Richard Bing
Richard J. Bing (Nuremberg, Alemanha, 12 de outubro de 1909 - 8 de novembro de 2010) foi um médico cardiologista norte-americano, nascido na Alemanha, que fez contribuições significativas para o seu campo de estudo.